# Citharexylum
Citharexylum es un género de plantas con flores con 247 especies descritas y de estas, solo 113 aceptadas. pertenecientes a la familia de las verbenáceas. Es nativo de las regiones tropicales y subtropicales de América. 

## Descripción
Son árboles o arbustos con las hojas opuestas, a veces subopuestas, ternadas o verticiladas, a veces alternas, simples, margen entero o raramente dentado, a menudo con glándulas grandes en la base de la lámina. Inflorescencia racimos o espigas, terminal y axilar, mayormente alargada y con muchas flores mayormente amarillas o blancas, a veces azules, moradas o lilas, cada flor abrazada por una bráctea inconspicua; cáliz tubular (no en Nicaragua) o cupuliforme (cupuliforme agrandado o pateliforme cuando en fruto), truncado, repando o con 5 dientes; corola infundibuliforme o hipocrateriforme, casi regular, en Nicaragua de 5–8 (–10) mm de largo, con 5 lobos casi iguales, 1.5–3 mm de largo; estambres 4, incluidos, con 1 estaminodio; estilo incluido, estigma cortamente 2-lobado. Fruto drupáceo, con exocarpo jugoso y endocarpo duro conteniendo 2 pirenos; semillas 2 por cada pireno.

## Taxonomía
El género fue descrito por Mill. ex L. y publicado en Species Plantarum 2: 625. 1753. La especie tipo es: Citharexylum spinosum L. –

## Especies aceptadas
A continuación se brinda un listado de las especies del género Citharexylum aceptadas hasta noviembre de 2014, ordenadas alfabéticamente. Para cada una se indica el nombre binomial seguido del autor, abreviado según las convenciones y usos.	
1. Citharexylum affine D.Don - de México a Nicaragua
2. Citharexylum alainii Moldenke - República Dominicana
3. Citharexylum albicaule Turcz. - Cuba
4. Citharexylum altamiranum Greenm. -   México
5. Citharexylum andinum Moldenke - Bolivia, Jujuy Provincia de Argentina
6. Citharexylum argutedentatum Moldenke - Perú
7. Citharexylum berlandieri B.L. Rob. -  de Texas a Oaxaca
8. Citharexylum bourgeauanum Greenm. - Veracruz, Oaxaca
9. Citharexylum brachyanthum (A.Gray ex Hemsl.) A.Gray - Texas, Coahuila, Nuevo León
10. Citharexylum bullatum Moldenke - Colombia
11. Citharexylum calvum Moldenke - Quintana Roo
12. Citharexylum caudatum L. -  México, Antillas, América Central, Colombia, Perú - roble amarillo de Cuba, roble guayo de Cuba[4]
13. Citharexylum chartaceum Moldenke - Perú, Ecuador
14. Citharexylum cooperi Standl. - Costa Rica, Panamá, Guatemala
15. Citharexylum costaricense Moldenke - Costa Rica, Nicaragua, Honduras
16. Citharexylum crassifolium Greenm - Chiapas, Belice, Guatemala, Honduras
17. Citharexylum danirae León de la Luz & F.Chiang - Islas Revillagigedo de Baja California
18. Citharexylum decorum Moldenke - Colombia, Venezuela
19. Citharexylum dentatum D.Don - Perú
20. Citharexylum discolor Turcz. - Cuba, Hispaniola
21. Citharexylum donnell-smithii Greenm. - Oaxaca, Chiapas, América Central
22. Citharexylum dryanderae Moldenke - Colombia, Venezuela, Perú, Ecuador
23. Citharexylum ekmanii Moldenke - Cuba
24. Citharexylum ellipticum Moc. & Sessé ex D.Don - Veracruz, Campeche, Tabasco; naturalizada en Cuba y las Islas Caimán
25. Citharexylum endlichii Moldenke - noreste de México
26. Citharexylum flabellifolium S.Watson - Sonora, Baja California
27. Citharexylum flexuosum (Ruiz & Pav.) D.Don - Bolivia, Perú
28. Citharexylum fulgidum Moldenke - Veracruz, noreste de México
29. Citharexylum gentryi Moldenke - Ecuador
30. Citharexylum glabrum (S.Watson) Greenm - Oaxaca
31. Citharexylum glaziovii Moldenke - Brasil oriental
32. Citharexylum grandiflorum Aymard & Rueda - Ecuador
33. Citharexylum guatemalense (Moldenke) D.N.Gibson - Guatemala, Nicaragua
34. Citharexylum herrerae Mansf. - Perú
35. Citharexylum hexangulare Greenm. -  de México a Costa Rica
36. Citharexylum hidalgense Moldenke - México
37. Citharexylum hintonii Moldenke - Estado de México
38. Citharexylum hirtellum Standl. - de Veracruz a Panamá
39. Citharexylum ilicifolium Kunth  - Bolivia, Perú, Ecuador - zitac de Quito[4]
40. Citharexylum iltisii Moldenke - Perú
41. Citharexylum × jamaicense Moldenke - Jamaica, Haití, Puerto Rico   (C. caudatum × C. spinosum)
42. Citharexylum joergensenii (Lillo) Moldenke - Argentina, Bolivia
43. Citharexylum karstenii Moldenke - Colombia, Venezuela
44. Citharexylum kerberi Greenm. - Veracruz
45. Citharexylum kobuskianum Moldenke - Perú
46. Citharexylum krukovii Moldenke - Brasil oriental
47. Citharexylum kunthianum Moldenke - Colombia, Venezuela, Ecuador - palo blanco de Popayán[4]
48. Citharexylum laetum Hiern - Brasil meridional
49. Citharexylum laurifolium Hayek - Bolivia, Perú
50. Citharexylum lemsii Moldenke - Provincia de Guanacaste en Costa Rica
51. Citharexylum × leonis Moldenke - Cuba   (C. caudatum × C. tristachyum)
52. Citharexylum ligustrifolium (Thur. ex Decne.) Van Houtte - México
53. Citharexylum lojense Moldenke - Ecuador
54. Citharexylum lucidum Cham. & Schltdl. - México - palo guitarra de Cuba[4]
55. Citharexylum lycioides D.Don - México
56. Citharexylum macradenium Greenm. - Panamá, Costa Rica
57. Citharexylum macrochlamys Pittier - Panamá, Colombia
58. Citharexylum macrophyllum Poir. - Colombia, Venezuela, Ecuador, Guyanas, noroeste de Brasil
59. Citharexylum matheanum Borhidi & Kereszty - Cuba
60. Citharexylum matudae Moldenke - Chiapas
61. Citharexylum mexicanum Moldenke - Veracruz, Puebla, Oaxaca
62. Citharexylum microphyllum (DC.) O.E.Schulz  - Hispaniola
63. Citharexylum mirifolium Moldenke - Colombia, Venezuela
64. Citharexylum mocinoi D.Don - México, América Central
65. Citharexylum montanum Moldenke - Colombia, Ecuador
66. Citharexylum montevidense (Spreng.)  Moldenke - Brasil, Argentina, Paraguay, Uruguay
67. Citharexylum myrianthum Cham. - Brasil, Argentina, Paraguay
68. Citharexylum obtusifolium Kuhlm - Espírito Santo
69. Citharexylum oleinum (Benth. ex Lindl.) Moldenke - México
70. Citharexylum ovatifolium Greenm. - México
71. Citharexylum pachyphyllum Moldenke - Perú
72. Citharexylum pernambucense Moldenke - Brasil oriental
73. Citharexylum poeppigii Walp. - Colombia, Venezuela, Ecuador, Bolivia, Perú, Brasil
74. Citharexylum punctatum Greenm. - Bolivia, Perú
75. Citharexylum quercifolium Hayek - Perú
76. Citharexylum quitense Spreng. - Ecuador
77. Citharexylum racemosum Sessé & Moc. - México
78. Citharexylum reticulatum Kunth - Ecuador, Perú
79. Citharexylum rigidum (Briq.) Moldenke - Paraguay, Brasil meridional
80. Citharexylum rimbachii Moldenke - Ecuador
81. Citharexylum rosei Greenm. - México
82. Citharexylum roxanae Moldenke - Baja California
83. Citharexylum scabrum Moc. & Sessé ex D.Don - norte de México
84. Citharexylum schottii Greenm. - sur de México, América Central
85. Citharexylum schulzii Urb. & Ekman - Hispaniola
86. Citharexylum sessaei D.Don - México
87. Citharexylum shrevei Moldenke - Sonora
88. Citharexylum solanaceum Cham. - sur de Brasil
89. Citharexylum spinosum L. – Spiny Fiddlewood - Islas del Caribe, Panamá, Venezuela, las Guyanas; naturalizado en India, Mozambique, Fiji, Bermuda
90. Citharexylum stenophyllum Urb. & Ekman - Haití
91. Citharexylum steyermarkii Moldenke - Veracruz, Chiapas, Guatemala
92. Citharexylum suberosum Loes. ex Moldenke - Cuba
93. Citharexylum subflavescens S.F.Blake - Colombia, Venezuela, Ecuador, Perú
94. Citharexylum subthyrsoideum Pittier - Colombia, Venezuela
95. Citharexylum subtruncatum Moldenke - norte de Brasil
96. Citharexylum sulcatum Moldenke - Colombia
97. Citharexylum svensonii Moldenke - Ecuador
98. Citharexylum teclense Standl. - El Salvador
99. Citharexylum ternatum Moldenke - Cuba
100. Citharexylum tetramerum Brandegee - Valle de Tehuacán-Cuicatlán in Mexico
101. Citharexylum tristachyum Turcz. – Threespike Fiddlewood[5][6] - Cuba, Jamaica, Islas de Sotavento
102. Citharexylum ulei Moldenke - Colombia, Perú, norte de Brasil
103. Citharexylum vallense Moldenke - Colombia
104. Citharexylum venezuelense Moldenke - Venezuela
105. Citharexylum weberbaueri Hayek - Perú